# Chapter V: Unbent, Unbowed, Unbroken
Chapter V: unbent, unbowed, unbroken es el quinto álbum de estudio de la banda sueca HammerFall. Fue lanzado en 2005 por el sello Nuclear Blast.

## Canciones
| N.º | Título                        | Escritor(es)           | Duración |  |
| 1.  | «Secrets»                     | Dronjak, Cans          | 6:06     |  |
| 2.  | «Blood bound»                 | Dronjak, Cans          | 3:49     |  |
| 3.  | «Fury of the wild»            | Dronjak, Cans          | 4:44     |  |
| 4.  | «Hammer of justice»           | Dronjak/Cans           | 4:37     |  |
| 5.  | «Never, ever»                 | Dronjak                | 4:05     |  |
| 6.  | «Born to rule»                | Dronjak, Cans, Elmgren | 4:08     |  |
| 7.  | «The templar flame»           | Dronjak, Cans          | 3:41     |  |
| 8.  | «Imperial»                    | Dronjak                | 2:29     |  |
| 9.  | «Take the black»              | Dronjak, Cans          | 4:46     |  |
| 10. | «Knights of the 21st century» | Dronjak, Cans          | 12:19    |  |

Bonus track en Limited Edition:
11. "The metal age" (live) 4:55
Bonus tracks edición Japonesa:
11. "Blood bound" (instrumental) 3:50
12. "The metal age" (live) 5:36
Bonus track edición Brasilera:
11. "The metal age"

## Personal
- Joacim Cans - Voz Principal
- Oscar Dronjak - Guitarra y Voz de Fondo
- Stefan Elmgren - Guitarra
- Magnus Rosén - Bajo
- Anders Johansson - Batería

- Datos: Q993651